# Ислямизъм
Ислямизъм или политически ислям (на арабски: الإسلام السياسي — Islām siyāsī; или на арабски: الإسلامية – al-Islāmīyah) е термин, използван за да означи различни религиозно базирани идеологии и политически доктрини, общото между които е възгледът, че „ислямът трябва да ръководи социалния и политическия, както и личния живот“, т.е. „идеологизация“ на исляма на политическо ниво чрез привеждане на политиката в съответствие с религиозните предписания и шариата. Използва се като заместител на по-широко разпространеното „ислямски фундаменталист“. Макар и разглеждани като „възрожденски“ (т.е. възраждащи исляма), този вид движения често включват множество идеи, привнесени от външни за ислямската традиция източници. Групите и движенията, изповядващи такива идеи, се наричат „ислямистки“.
Модификации на ислямизма в различна степен на радикалност са идеологиите на такива партии като: Мюсюлмански братя, Енахда в Тунис, Партия за свобода и справедливост и Ал Нур в Египет, Партия за справедливост и благоденствие в Индонезия, Партия за справедливост и развитие (Мароко), Ислах в Йемен, Джамаат и Ислами Бангладеш, Джамаат и Ислами в Пакистан, Съюз на строителите на ислямски Иран, Хизбула в Ливан, Хамас в Палестина, Национален конгрес на Судан, Ислямски освободителен фронт Моро, Партия на ислямското възраждане в Таджикистан.

### На български език
- Евстатиев, С. (2007). Ислямизъм. В: С. Евстатиев (ред.), Ислямът. Кратък справочник (стр. 73-75). София: Изд. „Изток-Запад“. ISBN 978-954-321-370-2
- Еспозито, Дж. (Ред.). (2007). Оксфордски речник на Исляма. София: Изд. „Рива“. ISBN 978-954-320-098-6
- Рутвен, М. (2003). Ислямът. София: Изд. „Захарий Стоянов“. ISBN 954-739-425-8
- Йорданова, Хр. (2018). Настъплението на радикалния ислям. София: изд. „Абагар“, ISBN 978-619-168-206-5

### На английски език
- Berman, S. (2003). Islamism, Revolution, and Civil Society. Perspectives on Politics 1(2), pp. 257-272. DOI:10.1017/S1537592703000197